# Kadir Akbulut (Fußballspieler)
Kadir Akbulut (* 8. Mai 1960 in Çivril) ist ein ehemaliger türkischer Fußballspieler und -trainer. Durch seine langjährige Tätigkeit für Beşiktaş Istanbul wird er sehr stark mit diesem Verein assoziiert. Von Fan- und Vereinsseiten wird er als einer der bedeutendsten Spieler der Klubgeschichte aufgefasst. So ist er mit 348 Erstligaeinsätzen für Beşiktaş nach Rıza Çalımbay (494), Ulvi Güveneroğlu (404) und Mehmet Özdilek (386) der Spieler mit den meisten Süper-Lig-Einsätzen der Vereinsgeschichte.

## Spielerkarriere

### Verein
Akbulut begann seine Karriere 1976 in der Jugend von Denizlispor. Im Jahr 1980 wechselte er zum türkischen Traditionsklub Beşiktaş Istanbul. In den 14 erfolgreichen Jahren bei Beşiktaş Istanbul wurde er fünfmal Meister und gewann sechsmal den TSYD Kupası, viermal den Supercup, dreimal den Pokal und einmal den Premierminister-Pokal.

### Nationalmannschaft
Akbulut bestritt drei Einsätze für die türkische Nationalmannschaft der U-21 und einen Einsatz für die türkische Nationalmannschaft.

## Trainerkarriere
Akbulut begann nach dem Ende seiner Karriere als Trainer zu arbeiten. Als erste Tätigkeit arbeitete er bei Nişantaşıspor als Co-Trainer. Anschließend arbeitete er bei Beykozspor und Silivrispor als Cheftrainer. Seit dem Sommer 2010 betreut er  Çatalcaspor.

## Erfolge
Beşiktaş Istanbul
- Türkische Meisterschaft: 1981/82, 1985/86, 1989/90, 1990/91, 1991/92
- Türkischer Pokal: 1988/89, 1989/90, 1993/94
- Präsidenten-Pokalspieler: 1985/86, 1988/89, 1991/92
- Premierminister-Pokalsieger: 1979/80, 1988/89, 1992/93
- Marinepokalsieger: 1985/86
- TSYD-Istanbul-Pokalsieger: 1983/84, 1984/85, 1988/89, 1989/90, 1990/91, 1993/94